# بلبا

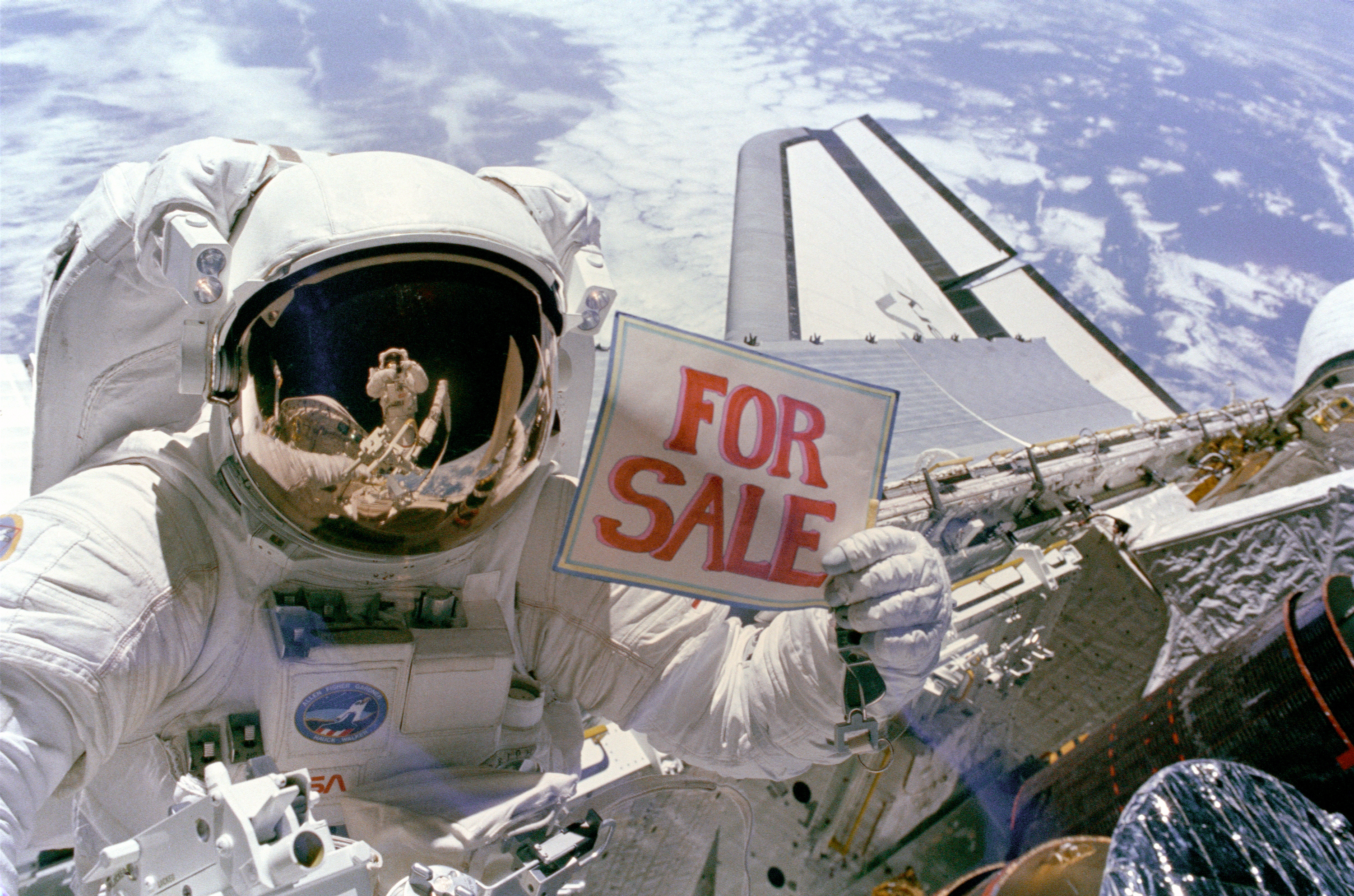
رائد فضاء دايل أ. غاردنر مع علامة "للبيع" عند انقاذ القمرين الاصطناعيين في عام 1984.

بلبا هو اسم سلسلة أقمار اصطناعية ثابتة بالنسبة للأرض للاتصالات السلكية واللاسلكية الداخلية التابعة لإندونيسيا، وصنعتها شركة بوينغ.
أطلق القمر الاصطناعي الأول في 8 يوليو 1976 بواسطة صاروخ حامل أمريكي، أوصله إلى موضع خط الطول 83° فوق المحيط الهندي، وهذا هو أول قمرين اصطناعيين من نوع إتش أس - 333، تصل كتلته نحو 574 كيلوجرام.
بلبا بي 2، أطلق في 3 فبراير 1984 بواسطة تشالنجر في نفس الوقت مع وستار 6، لم ينجح القمر الأخير في الوصول إلى مداره بسبب عجز المحرك. استرجعا القمران إلى مدار منخفض حول الأرض في 12 نوفمبر 1984، وتم إرجاعهما إلى الأرض بواسطة المكوك ديسكوفري حيث خرج منها رائد الفضاء «جوزيف ألان» مرتديا وحدة مأهولة للمناورة للإمساك وإعادة بلبا بي-2 إلى مكوك الفضاء، ثم خرج رائد الفضاء الثاني «دال جاردنر» مرتديا الوحدة الأخرى للمناورة وأعاد وستار 6 إلى المكوك. وعاد المكوك ديسكوفري إلى الأرض بهما لإصلاحهما. وبعد الصيانة وإعادة التأهيل، أعيد إطلاق بلبا بي 2 بواسطة صاروخ أمريكي في 13 أبريل 1990.
بلبا دي، طلبته الشركة الإندونيسية (PT Indosat Tbk) في 29 يونيو 2007 من شركة طاليس ألينا سبايس. ويسمى سبايس باص 400 بي 3 الذي تمت مراجعته من قبل مركز الفضاء كان موندليو.

## اقرأ أيضا
- صاروخ حامل
- قمر صناعي
- وحدة مأهولة للمناورة

## وصلات خارجية
- صفحة غزنتر للفضاء، معلومات حول بلبا
- بلبا آي على موقع البوينغ